# Richter Pharma
Die Richter Pharma AG ist ein international tätiges Pharmaunternehmen mit Sitz in Wels, Oberösterreich. Das Unternehmen konzentriert sich auf die Entwicklung, Produktion sowie Großhandel und Vertrieb von Arzneimitteln und Gesundheitsprodukten für Mensch und Tier.
Mit Partnern in ca. 40 Ländern bietet Richter Pharma in der EU und dem Mittleren Osten Produkte für Nutztiere sowie für Freizeit- und Heimtiere.

## Geschichte
Die erste urkundliche Erwähnung einer Apotheke in Wels geht auf das Jahr 1576 zurück. Dabei dürfte es sich bereits um jene Apotheke handeln, die später unter dem Namen Zum Schwarzen Adler bekannt wurde. Die Vorbesitzer dieser Apotheke lassen sich bis zum Jahr 1577 zurückverfolgen, womit sie zu den ältesten in Oberösterreich zählt. Im 17. Jahrhundert wechselte die Adler-Apotheke mehrmals ihren Besitzer.

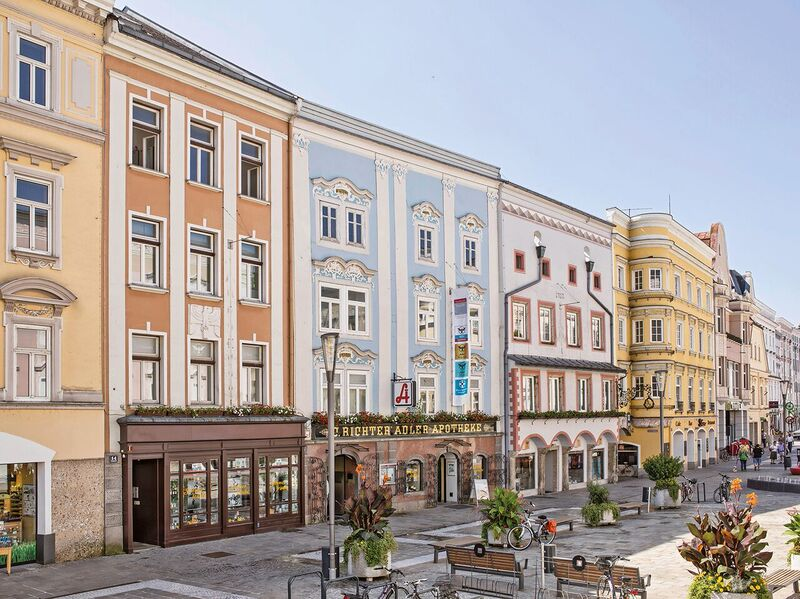
Das Haus am Stadtplatz 13 (2018)

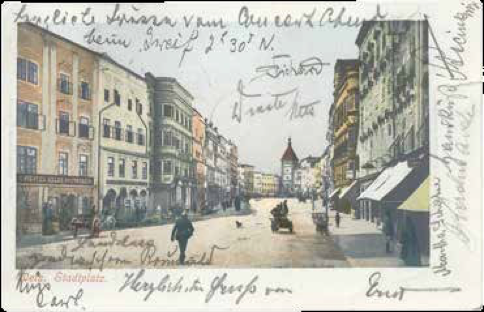
Stadtplatz 13 (Ende 19. Jahrhundert)

### ApothekeZum Schwarzen Adler

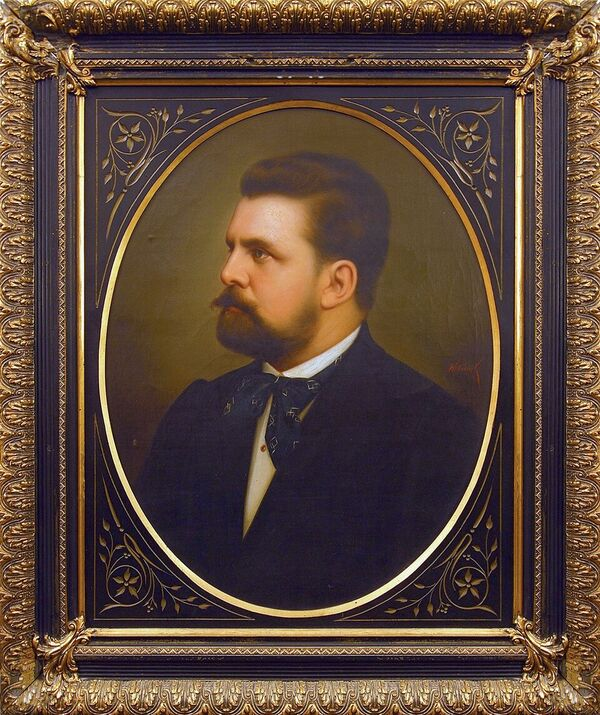
Carl Richter sen. (1834–1891), Magister der Pharmazie und Apothekeninhaber

Carl Richter sen. (geboren 1834 in Guntersdorf, gestorben am 22. Oktober 1891) diplomierte 1857 an der Universität Wien. Er konzentrierte sich vor allem auf den Innenausbau der Apotheke „Zum Schwarzen Adler“. Nach seinem Tod ging die Apotheke an den gleichnamigen Sohn über.

### Weiterführung unter Carl Richter jun.
Carl Richter jun. (geboren am 6. September 1866 in Bad Hall, gestorben am 21. April 1927) erhielt 1889 das Diplom zum Magister der Pharmazie. Am 22. Mai 1894 heiratete Carl Richter jun. Louise Nebuschka. Aus der Ehe gingen zwei Kinder hervor, Sohn Hubert sowie Tochter Margarete. Carl Richter jun. gründete die Drogengroßhandlung und begann mit der Belieferung kleinerer Hausapotheken sowie der Erzeugung einzelner pharmazeutischer Spezialitäten, baute die Apotheker weiter aus und richtete sie neu ein. Im Jahr 1899 erwarb Carl Richter jun. das Haus am Stadtplatz 14 und errichtete einen Neubau. 1902 kaufte der Apotheker das Haus Hafergasse 3 und richtete dort Lager und Büros für die Drogengroßhandlung ein. Für den Verkauf der pharmazeutischen Erzeugnisse unterhielt die Apotheke Niederlassungen in Steyr, Linz und in Budapest.

#### Erste veterinärmedizinische Impulse
Unter Carl Richter jun. wurde damit begonnen, Arzneien und Heilmittel für Tiere zu erzeugen und Kontakte mit Tierärzten herzustellen.
Carl Richter jun. gründete die „C. Richter Wels Adler-Apotheke und Sanitätsgeschäft Medizinaldrogen Großhandlung GmbH“.
Durch die Heirat von Margarete Richter und Egon Fritsch am 30. Juni 1914 wurden die beiden Welser Unternehmerfamilien Richter und Fritsch miteinander verbunden.

### Entwicklung unter Hubert Richter
Mit Hubert Richter (geboren am 25. Februar 1895 in Wels), Sohn von Carl Richter jun. und Bruder von Margarete Richter, gingen die Apotheke zum Schwarzen Adler und die Drogengroßhandlung in die dritte Generation. Bald war aber absehbar, dass er ohne Nachkommen bleiben würde. Der junge Alfred Fritsch kam als potentieller Nachfolger in Frage. Nach 1945 verschlechterte sich unter den wirtschaftlichen Strapazen der Nachkriegszeit der Gesundheitszustand von Hubert Richter. Er wartete inständig auf die baldige Rückkehr seines designierten Nachfolgers Alfred Fritsch, der als ehemaliges Mitglied der NSDAP im Lager Glasenbach interniert war. Es vergingen einige Jahre, bis schließlich nach dem Tod von Hubert Richter die Übernahme vollzogen war.

### Beginn der Ära Alfred Fritsch
Als registrierter Nationalsozialist wurde Alfred Fritsch interniert. Nach Hubert Richters Tod wurde er politisch entlastet und somit übernahm er das Unternehmen noch im Jahr 1949.

### Vom Welser Innenstadtstandort in die Feldgasse
Mitte der 1960er-Jahre traf Alfred Fritsch den Entschluss, einen Neubau zu errichten. Für den angestrebten Neubau wurde ein altes Grundstück in der Feldgasse, das sich in Firmenbesitz befand, als geeignet befunden. Der neue Betriebskomplex für den pharmazeutischen Großhandelsbereich beherbergte auf einer Fläche von mehr 5.000 Quadratmeter das vollsortierte Warenlager, Versand- und Lieferautoeinrichtungen sowie Büros für Geschäftsleitung und Verwaltung.
Neben den Artikeln des pharmazeutischen Großhandels wurden in jener Zeit auch 170 Eigen- und Depotpräparate sowie Impfstoffe für Human- und Veterinärmedizin vertrieben. Ein wissenschaftlicher Außendienst ergänzte das Leistungsprofil des Unternehmens. Nach der Verlegung des pharmazeutischen Großhandels in die neue Betriebsstätte in der Feldgasse wurde der Erzeugungsbetrieb, der sich nach wie vor am Welser Stadtplatz befand, größer angelegt und modern ausgebaut. 1965 gab es Pläne, als erste pharmazeutische Großhandlung in Österreich eine EDV-Anlage einzurichten. Im Jänner 1967 wurde eine Datenverarbeitungsanlage installiert.

### Aktuelle Entwicklung

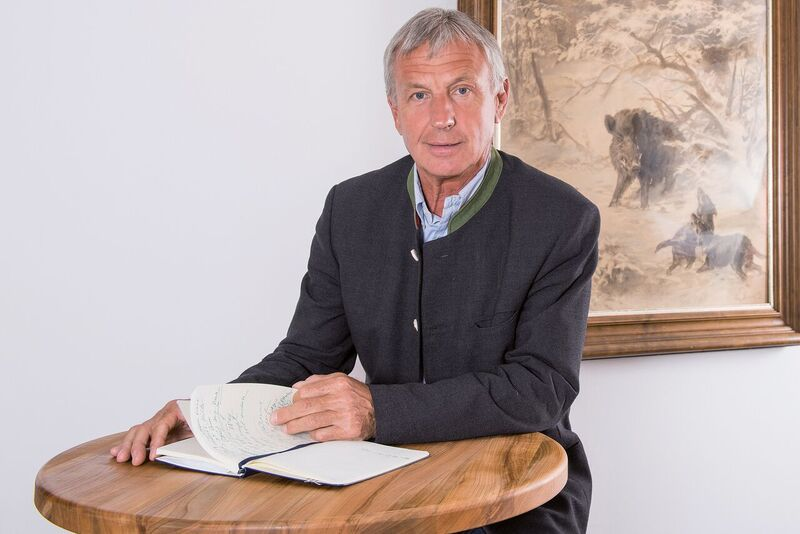
Florian Fritsch hat seit 1989 die alleinige Geschäftsführung inne.

Der Sohn von Alfred und Liselotte Fritsch, Florian, trat 1975 in die Fußstapfen seines Vaters. Er studierte an der Universität Innsbruck Pharmazie. Zugleich mit seinem Studienabschluss im Jahr 1985 trat Florian Fritsch als geschäftsführender Gesellschafter in die Firma ein. Zeitgleich zog sich Alfred Fritsch ab Mitte der 1980er-Jahre allmählich von seinen bisherigen Aufgaben zurück und übergab seinem Sohn 1989 die alleinige Verantwortung für die Geschäftsführung. Nach 27 Jahren übergab Florian Fritsch mit seinem Wechsel in die Holding Fritsch-Richter Pharmazeutika GmbH zum 1. Juli 2013, den Vorstandsvorsitz an Roland Huemer.
Im Jänner 2023 wurde die Errichtung einer neuen Produktionsstraße angekündigt, die die Produktionskapazität verdreifachen soll.

## Geschäftsfelder

### Geschäftsfeld Human
Richter Pharma bietet die österreichweit flächendeckende Distribution an öffentliche Apotheken, hausapothekenführende Ärzte und Krankenanstalten an. Dienstleistungen wie die patientenindividuelle Verblisterung von Arzneimitteln unter GMP-konformen Bedingungen können durch die Synergien mit der Eigenproduktionsstätte angeboten werden.

### Geschäftsfeld Veterinär
Als marktführender Veterinärpharmahandel in Österreich ist Richter Pharma erster Ansprechpartner für Tierärzte und Industrie. Richter Pharma begleitet alle rd. 1900 Tierarztpraxen während des Studiums, über den Praxisbeginn, bis hin zur Weiterbildung. IT-Services oder das Angebot an Praxisbedarfsartikel ergänzen das Dienstleistungsangebot.

### Geschäftsfeld Industrie/VetViva Richter GmbH
Als spezialisierter Hersteller von Veterinärarzneimittel nach GMP bietet Richter Pharma unter der Prämisse „Kompetenz im Schmerzmanagement“ einen Produktionsfokus auf Analgetika und Anästhetika. Richter Pharma hält insg. über 470 Zulassungen und bietet technischen Marketing-Support für Vertriebspartner weltweit. 2023 wurde die Sparte Richter Pharma Industrie in ein eigenes 100 % Tochterunternehmen namens VetViva Richter GmbH ausgegliedert.

### Pharma Logistik Austria GmbH
Als spezialisierter Partner am Pharmamarkt übernimmt Pharma Logistik Austria die Logistik für nationale und multinationale Pharmahersteller. Pharma Logistik Austria verfügt als Dienstleistungsunternehmen über langjährige Erfahrung im Umgang mit hochsensiblen Produkten mit Fokus auf Zytostatika, Suchtgifte, Notfall- und Cold-Chain-Produkte.

## Beteiligungen
Die Richter Pharma AG ist hundertprozentiger Inhaber der Pre-Wholesaling-Tochter Pharma Logistik Austria GmbH, die Logistikdienstleistungen für die pharmazeutische Industrie erbringt.
Weiters ist die Richter Pharma AG hundertprozentiger Inhaber des Tochterunternehmens VetViva Richter GmbH, die in Oberösterreich Veterinärarzneimittel produzieren.

### Tochtergesellschaften in Zentral-Osteuropa
Nach dem Zerfall des Ostblocks in den frühen 90er Jahren hat Richter Pharma im Zuge der Erweiterung des Exportvertriebsnetzwerkes sehr früh eigene Strukturen in Bulgarien und Rumänien geschaffen um die Tierarzneimittel aus eigener Herstellung direkt zu vertreiben. In beiden Ländern agieren die Richter Pharma Tochterunternehmen als Importeure für Arznei- und Futtermittel für Heim- und Nutztiere.
Sowohl die Richter Pharma EOOD, welche mittlerweile VetViva EOOD heißt, als auch die Richter Pharma srl. Bukarest sind nun 100 % Töchter von VetViva Richter GmbH.

### VetViva EOOD
Bereits 1997 entstand die Richter Pharma EOOD in Sofia, Bulgarien, welche heute 8 Mitarbeiter (davon 5 Tierärzte) beschäftigt und seit 2024 VetViva EOOD heißt. Die Firma vertreibt neben den eigenen in Österreich hergestellten Tierarzneimitteln auch Veterinärdiäten und Pet Food von Happy Dog & Happy Cat der Firma Interquell GmbH aus Deutschland. Das Produktportfolio setzt sich weiters aus Ergänzungsfuttermittel der Marke Equipure für Pferde der Vetripharm GmbH (DE) und Kosmetika für Haustiere wie Hery von Martin Sellier (FR) zusammen.
Neben einem Lager für Veterinärprodukte und Futtermittel in Sofia betreibt die VetViva EOOD zwei weitere reine Tierfutterlager in Lovech und Varna. Im Allgemeinen sind die Hauptabnehmer Großhändler, die Tierarzneimittel und Veterinärdiäten an Tierarztpraxen liefern. Die Pet Food Palette wird direkt an Pet Shops und Zoohändler aber auch an Züchter von Hunden und Katzen vertrieben.

### Richter Pharma srl. Bukarest
Diese 100 % Tochterfirma wurde im Jahr 1999 nach rumänischem Recht gegründet. Der Hauptzweck dieser Firma ist die Einfuhr und die Distribution von Tierarzneimittel an rumänische Veterinärgroßhändler. Insgesamt gibt es 4 Mitarbeiter, wobei ein Geschäftsführer und zwei Außendienstmitarbeiter die Großhändler und meinungsbildende Tierärzte direkt betreuen.
Das Vertriebsportfolio der Richter Pharma SRL setzt sich hauptsächlich aus Tierarzneimitteln der Richter Pharma aus Österreich zusammen. Es werden aber ständig zusätzliche Vertriebsprodukte mit ins Portfolio aufgenommen, wie zum Beispiel Tierarzneimittel der Firmen Chanelle Medical aus Irland, Floris-Veterinaire Producten aus den Niederlanden und Stavropolska Biofabrika aus Russland.
Die beiden Tochterfirmen sind mit dem Fokus auf Schmerzprodukte an der Entwicklung eines Animal Welfare Bewusstseins der Tierhalter in Bulgarien und Rumänien beteiligt.

## Auszeichnungen
- 2002: Gütesiegel Leitbetriebe Austria[20]
- 2002: Goldene Verdienstmedaille der Stadt Wels für Florian Fritsch[23]
- 2016: Goldenes Ehrenzeichen des Landes Oberösterreich für Florian Fritsch[24]
- 2017: Preis AREX – AufsichtsRats-EXzellenz[25]
- 2018: Pegasus 2018 in Bronze in der Kategorie „Erfolgsgeschichten“[26]